# Digital udgivelse
Digital udgivelse (også benævnt e-udgivelse, elektronisk udgivelse - eller online-udgivelse hvis via internettet) omfatter den digitale udgivelse af e-bøger, digitale tidsskrifter - og udvikling af digitale biblioteker og kataloger. Digital udgivelse omfatter også den redaktionelle vinkel, som består af redigering af bøger, tidsskrifter vis hensigt mest er at blive læst via en elektronisk visningsenhed (personlig computer, e-bogslæser, tablet-computer, smartphone).
| Bog | Spire Denne artikel om bøger og tidsskrifter er en spire som bør udbygges. Du er velkommen til at hjælpe Wikipedia ved at udvide den. |